# Lucilia caesar
Lucilia caesar este o specie de muște din genul Lucilia, familia Calliphoridae. A fost descrisă pentru prima dată de Linnaeus în anul 1758. Conform Catalogue of Life specia Lucilia caesar nu are subspecii cunoscute.